# Nébuleuse de la Tarentule
La nébuleuse de la Tarentule (également connue sous le nom de 30 Doradus, ou NGC 2070 ou Caldwell 103) est une région HII dans le Grand Nuage de Magellan. Initialement, on pensait qu'il s'agissait d'une étoile (d'où la dénomination désuète de 30 Doradus dans la classification de Flamsteed), mais en 1751 Nicolas-Louis de Lacaille a pu identifier sa nature nébuleuse. Elle se situe à 160 000 années-lumière de la Terre. Le taux de formation d'étoiles y est plus élevé qu'en n'importe quelle région de notre Galaxie, ce qui a été à nouveau confirmé en 2022. La nébuleuse de la Tarentule est la plus grosse nébuleuse connue à ce jour.

## Description
La nébuleuse d'une magnitude apparente totale voisine de 5, est aisément visible à l'œil nu (hors de la pollution lumineuse des villes) comme une condensation petite et brillante en périphérie immédiate du Grand Nuage de Magellan. Si elle apparaît légèrement moins brillante et moins étendue que la célèbre nébuleuse d'Orion, les distances respectives de ces deux régions HII par rapport à un observateur terrestre sont sans commune mesure. En effet, la nébuleuse d'Orion est environ 100 fois plus proche — 1 600 années-lumière. Intrinsèquement, la Tarentule est donc considérablement plus vaste, lumineuse et massive. Abstraction faite de l'absorption interstellaire, si elle se trouvait aussi proche de nous que la nébuleuse d'Orion, alors elle nous apparaîtrait deux fois plus étendue que le chariot de la Grande Ourse pour une luminosité perçue totale équivalente à celle de Vénus à son maximum (gain de dix magnitudes environ). Il s'agit en réalité de la région HII connue la plus active du Groupe local, et aussi l'une des plus étendues avec NGC 604, dans la galaxie du Triangle.
En son centre, un ensemble extrêmement compact d'étoiles chaudes produit la majeure partie du rayonnement ultraviolet qui ionise le gaz environnant et rend la nébuleuse visible. L'amas d'étoiles correspondant porte la dénomination R136a, mais il existe également d'autres amas dispersés comme Hodge 301 (en).
La lueur rougeâtre de la nébuleuse de la Tarentule est due à ce que les astronomes appellent l'excitation de l'hydrogène. Le gaz est excité par les puissants rayonnements lumineux émanant d'étoiles géantes. Celles-ci brûlent leur combustible nucléaire avec une telle intensité qu'elles l'épuisent en seulement quelques millions d'années (le même processus prend des milliards d'années chez des étoiles plus modestes, comme le Soleil). Puis elles explosent en supernovas. Une géante bleue de la nébuleuse de la Tarentule qui s'est transformée en supernova a capté l'attention des astronomes du monde entier, le 23 février 1987. Et, depuis, ils continuent à observer ses rémanents.
La supernova la plus proche à avoir été observée depuis l'invention du télescope, SN 1987A, s'est produite non loin de la nébuleuse de la Tarentule.
Le 13 octobre 2015, le VLT y découvre VFTS 352, une binaire à contact.

## Caractéristiques trouvées par James-Webb

Image prise par le télescope James-Webb.

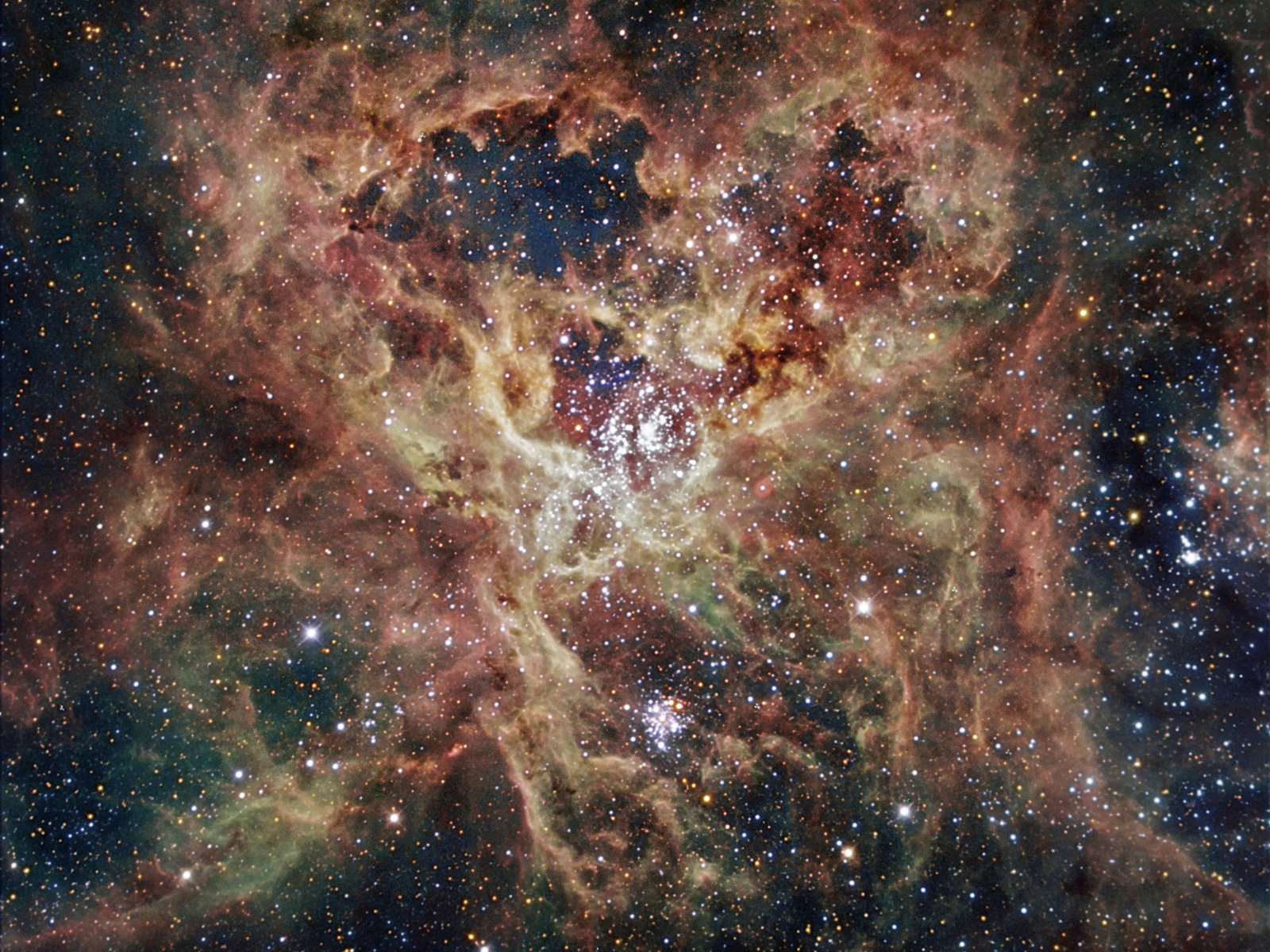
Étoiles invisibles (par Observatoire européen austral).

En 2022, le télescope spatial James-Webb a observé cette nébuleuse. Grâce à son observation en infrarouge moyen, il a permis plusieurs découvertes. Pour la première fois, plusieurs milliers, voire dizaines de milliers de jeunes objets stellaires, occultés par des poussières en lumière visible, ont pu être observés dans la région ciblée. L'instrument a également permis de révéler la présence d'un nombre important d'étoiles en phase de formation stellaire (protoétoiles).
En observant dans l'infrarouge, le télescope a permis d'identifier la composition de gaz et de poussières. Contrairement à ce que les chercheurs imaginaient, une étoile venant directement de se former, n'est pas directement couverte par le nuage d'hydrogène dont elle provient, mais en fait située en dehors de la bulle d'hydrogène. Or, l'étoile née est couverte d'un nuage d'hydrogène moléculaire, et plus étonnamment, de poussières d'hydrocarbure. L'interprétation des scientifiques est que le gaz d'hydrogène est éloigné par le rayonnement ultraviolet de jeunes étoiles.
La formation des étoiles, dans la nébuleuse de la Tarentule, serait donc assez différente de celle faite dans d'autres galaxies, y compris la Voie lactée. C'est pourquoi les astronomes et astrophysiciens s'intéressent au sujet de cette nébuleuse particulière. Sans doute la composition chimique de celle-ci serait-elle similaire à celle de l'univers, lorsque ce dernier n'avait que quelques milliards d'années seulement.

## Galerie

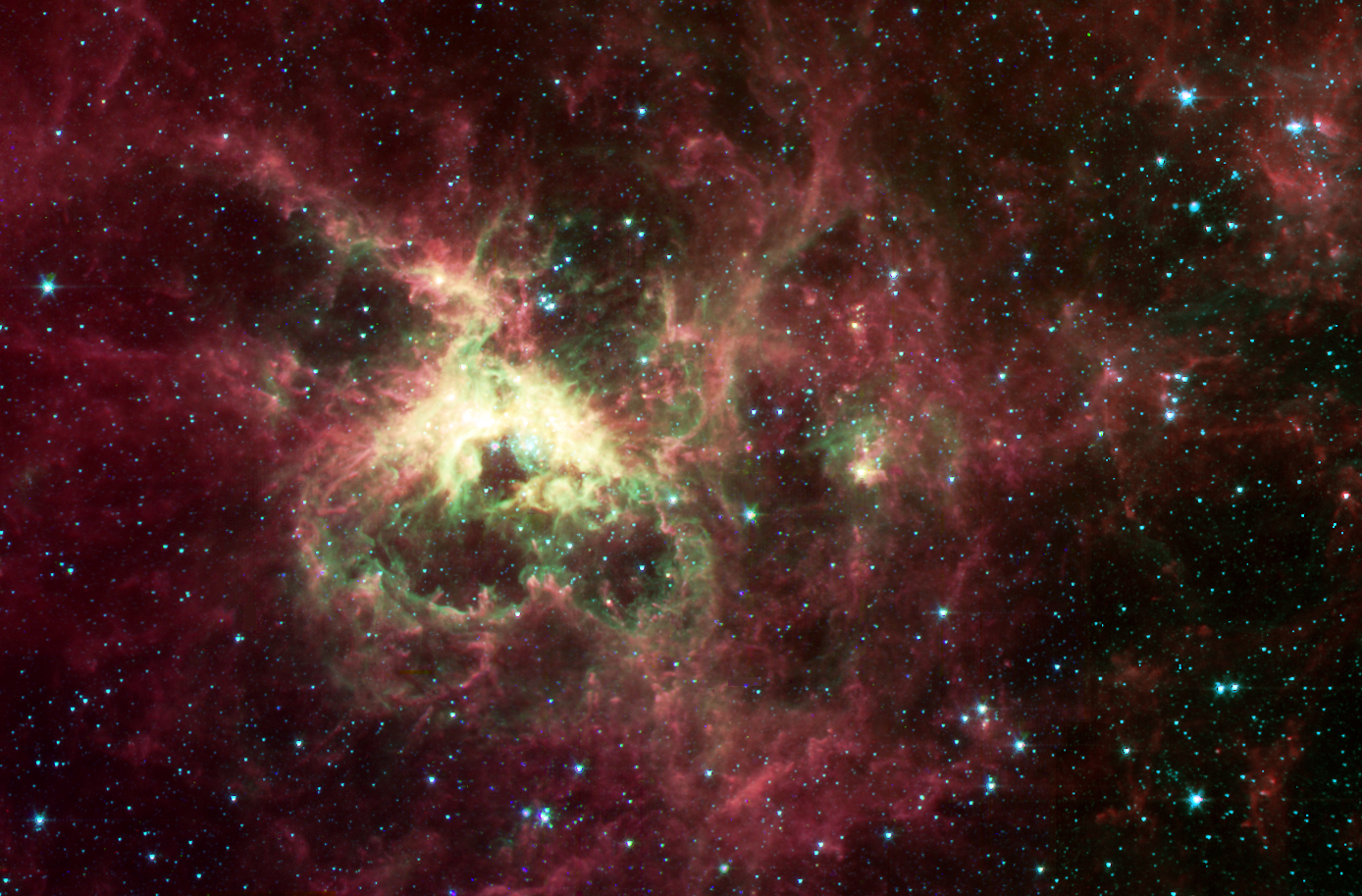
La nébuleuse de la Tarentule en infrarouge par le télescope spatial Spitzer. Certaines étoiles supergéantes bleues à l'intérieur de cette nébuleuse sont 100 fois plus massives que le Soleil et au moins 100 000 fois plus lumineuses[10].
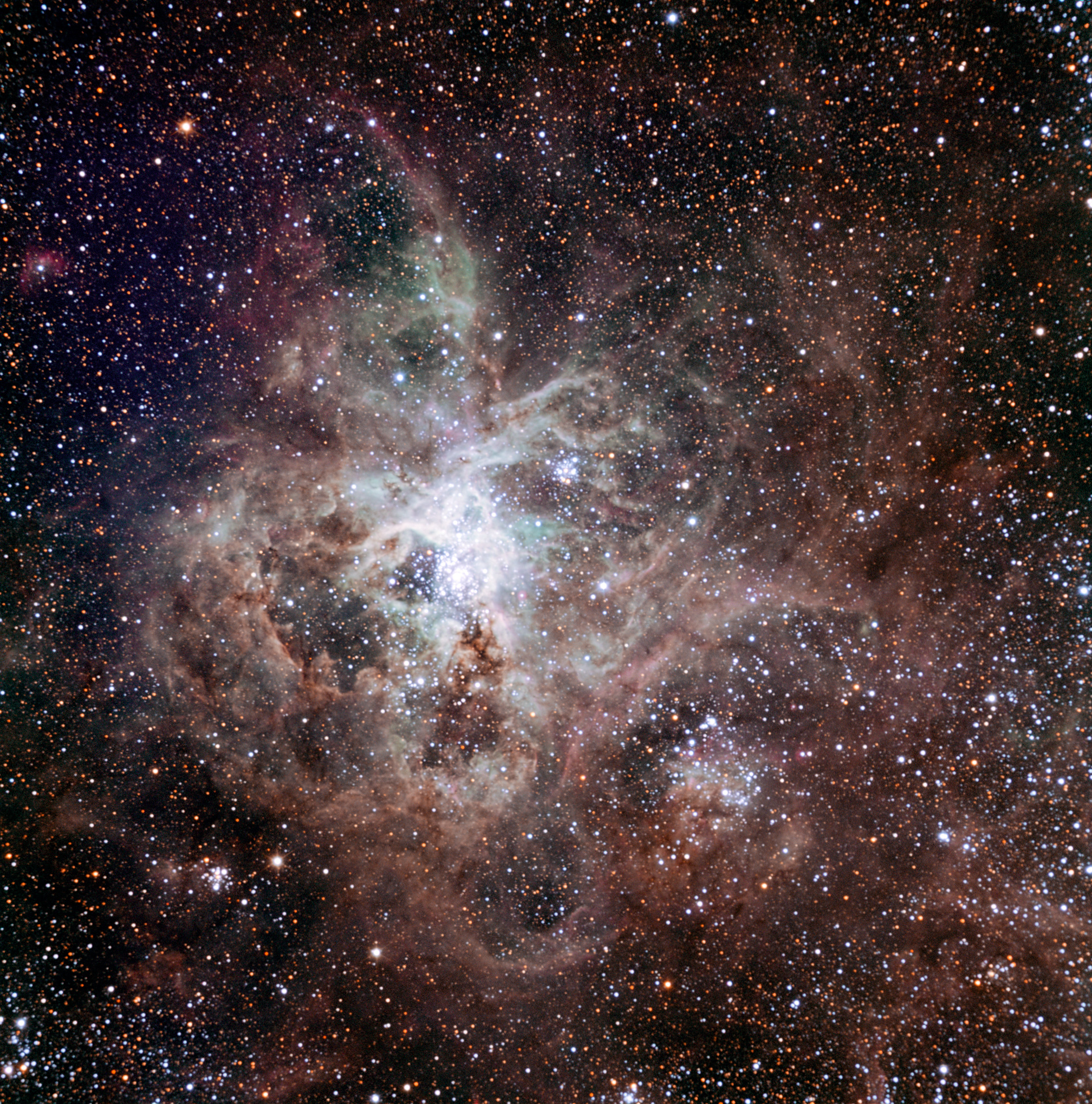
Image en lumière visible réalisée avec le télescope TRAPPIST de l'observatoire de La Silla.
Image panoramique du télescope spatial Hubble de la région de formation d'étoiles dans le superamas stellaire appelé R136a.
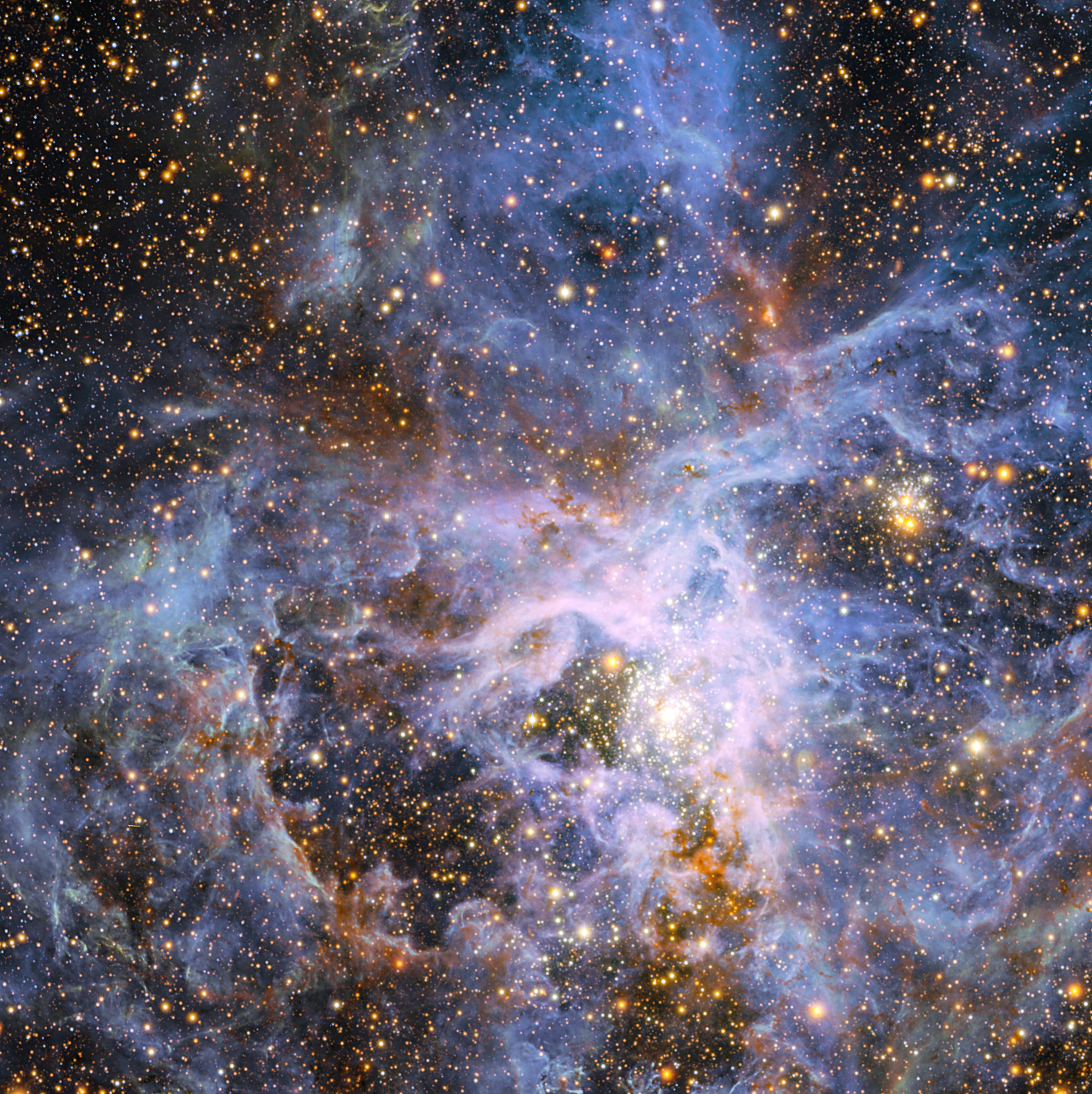
Au centre de cette image se trouve l'étoile très brillante VFTS 682, une étoile de type Wolf-Rayet. VFTS 682 est environ 150 fois plus massive que le Soleil et 3,2 millions de fois plus lumineuse.
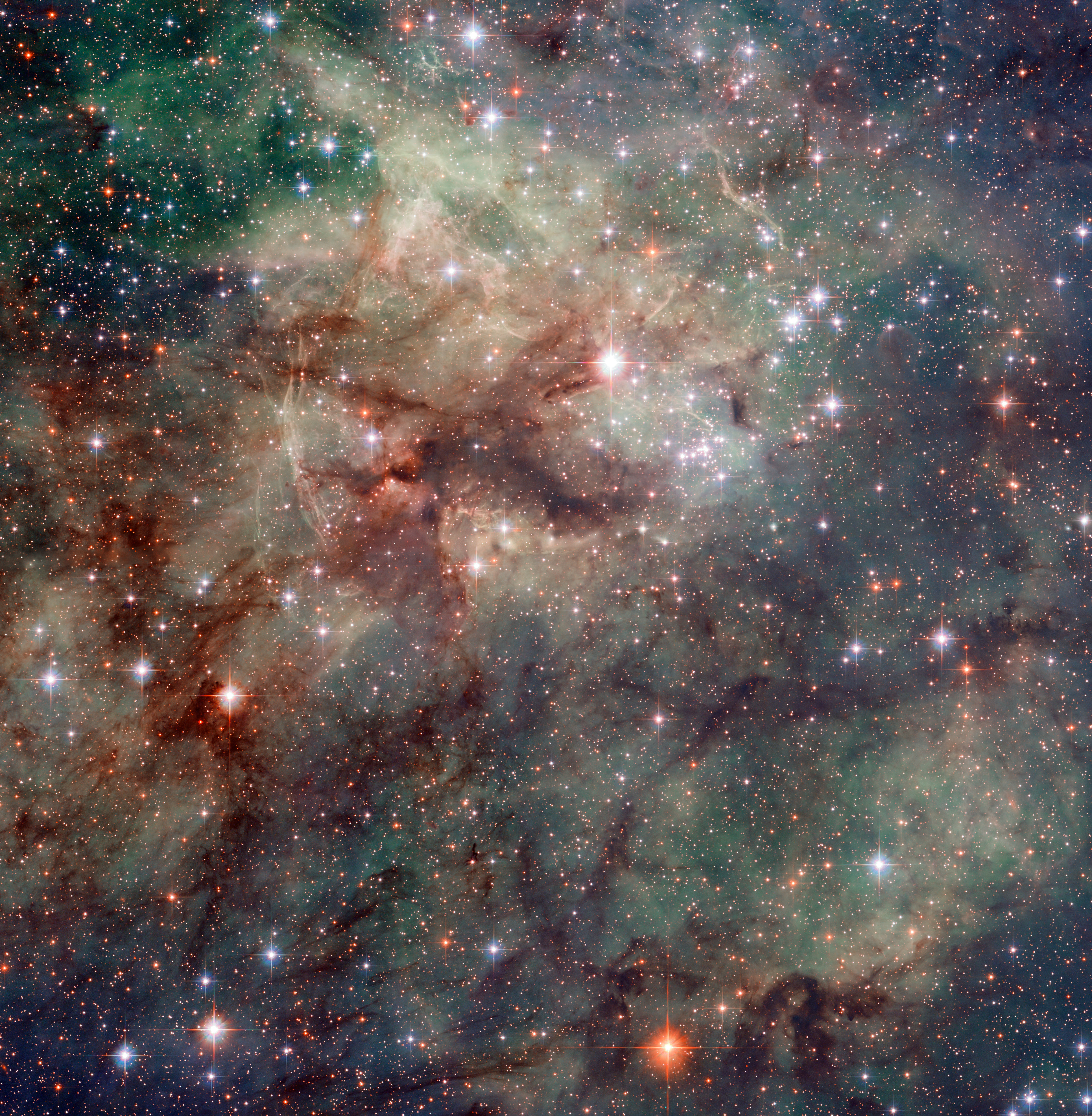
Gros plan de la nébuleuse de la Tarentule par le télescope spatial Hubble.
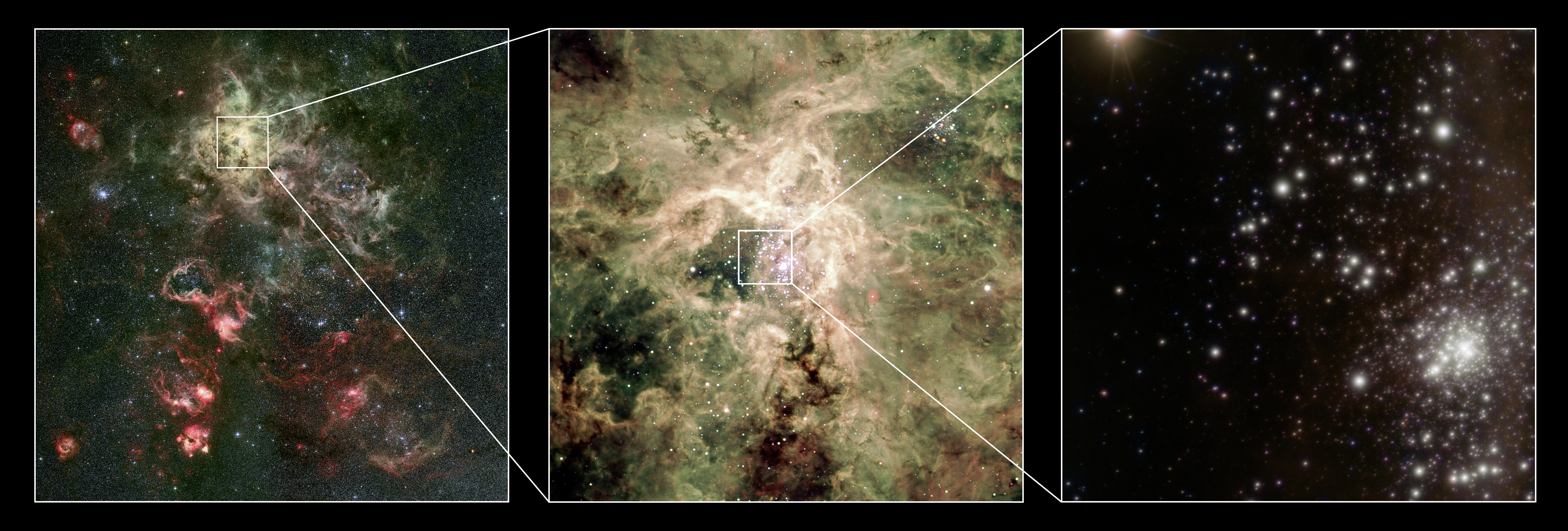
Le jeune amas ouvert RMC 136a par le Très Grand Télescope de l'observatoire européen austral.
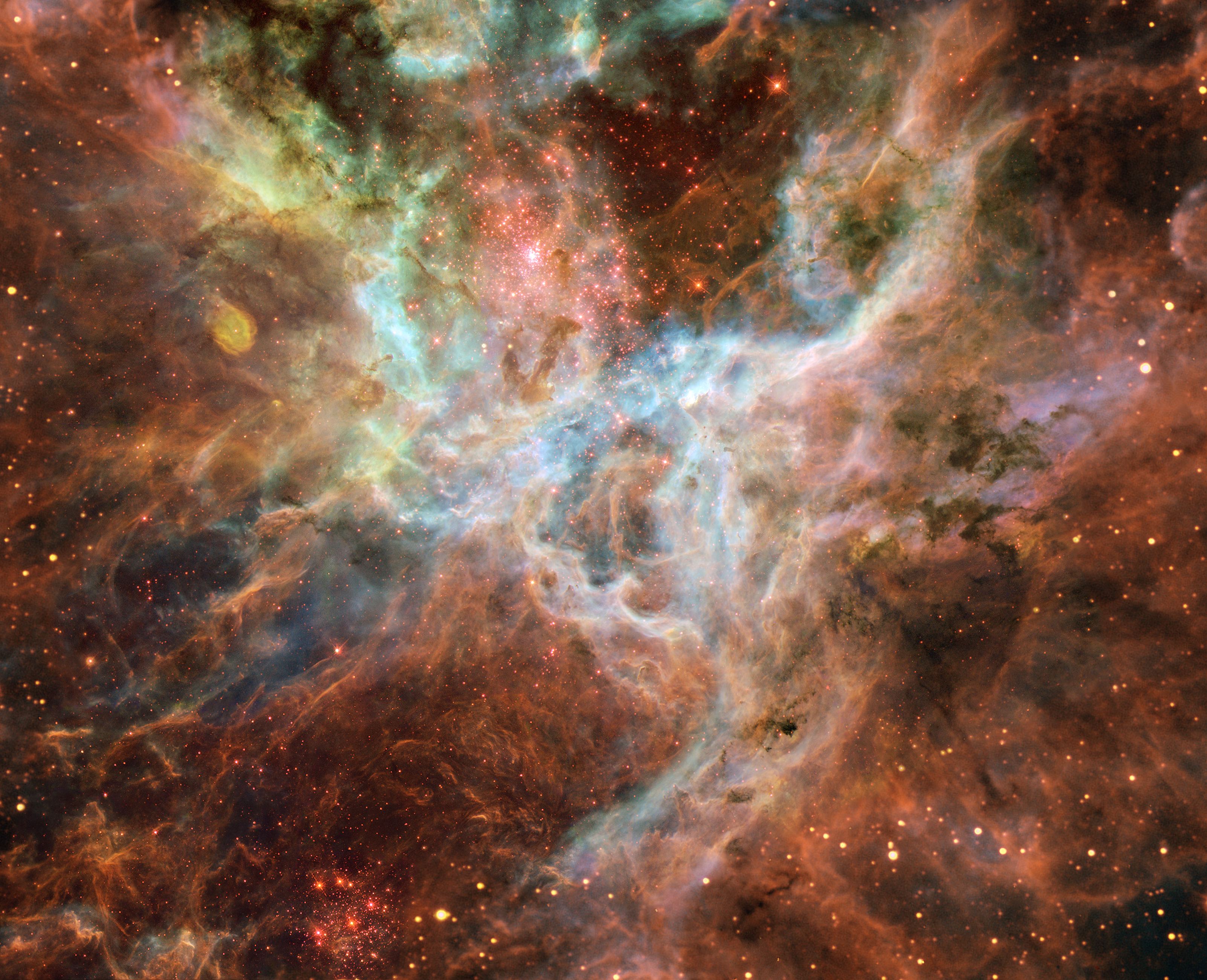
Une mosaïque de 15 images prises par le télescope spatial Hubble.
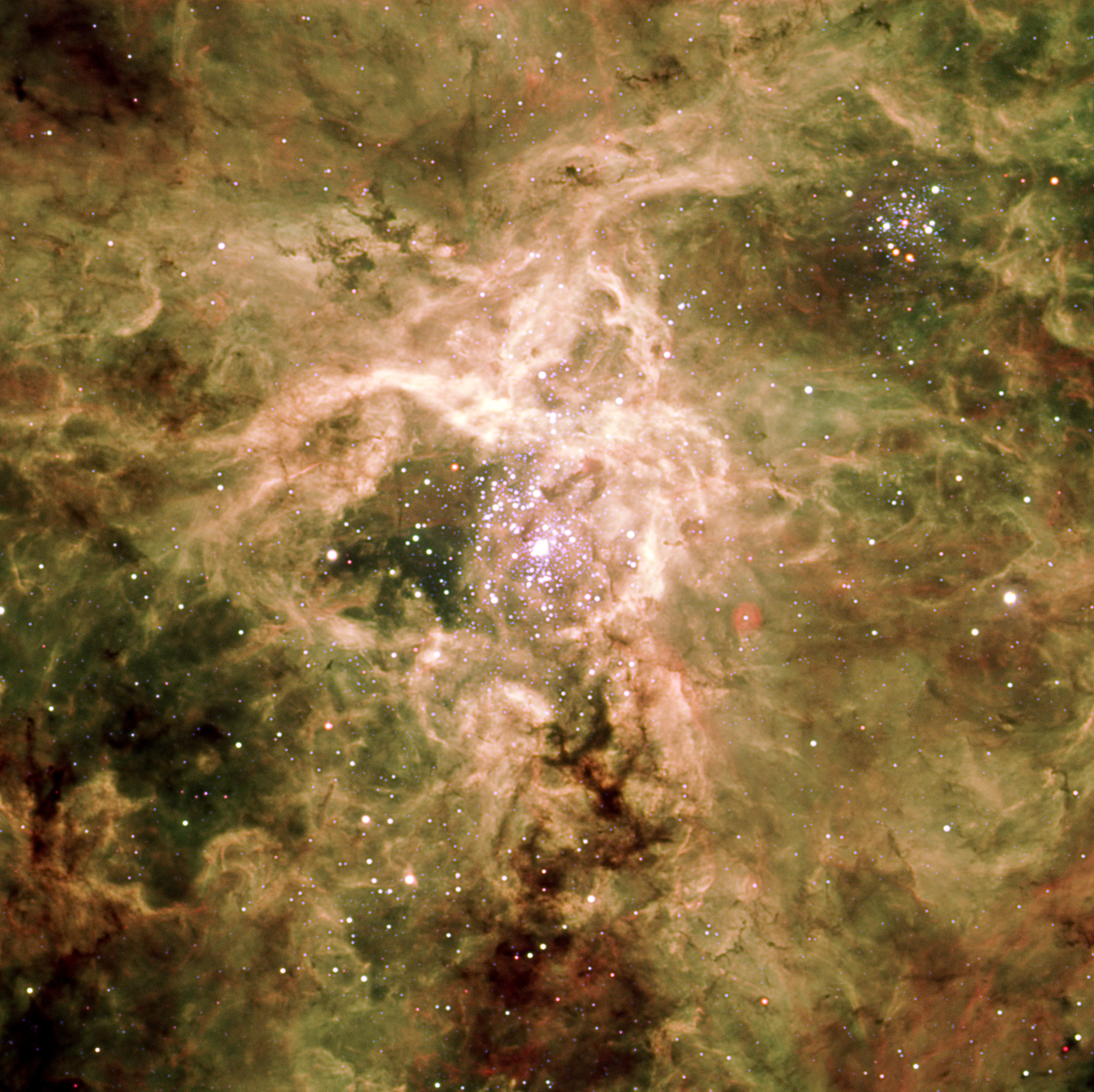
L'amas R136a est au centre de cette image captée par le Très Grand Télescope de l'observatoire européen austral. L'amas en haut à droite est Hodge 301 (en).
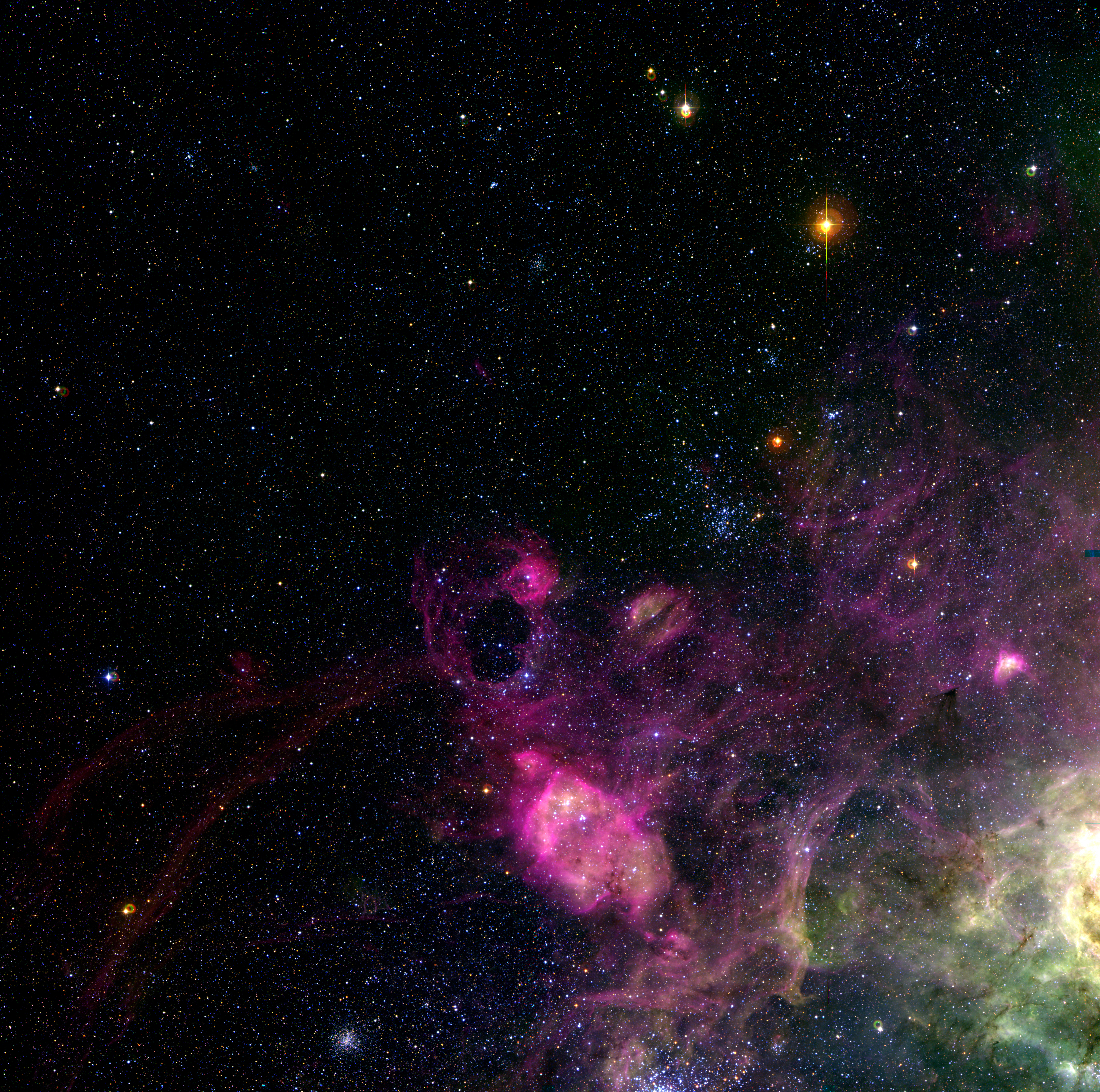
La nébuleuse en forme d'anneau près de la nébuleuse de la Tarentule est DEM L 299. Cette image provient de l'instrument WFI et du télescope de 2,2 m de l'observatoire de La Silla.
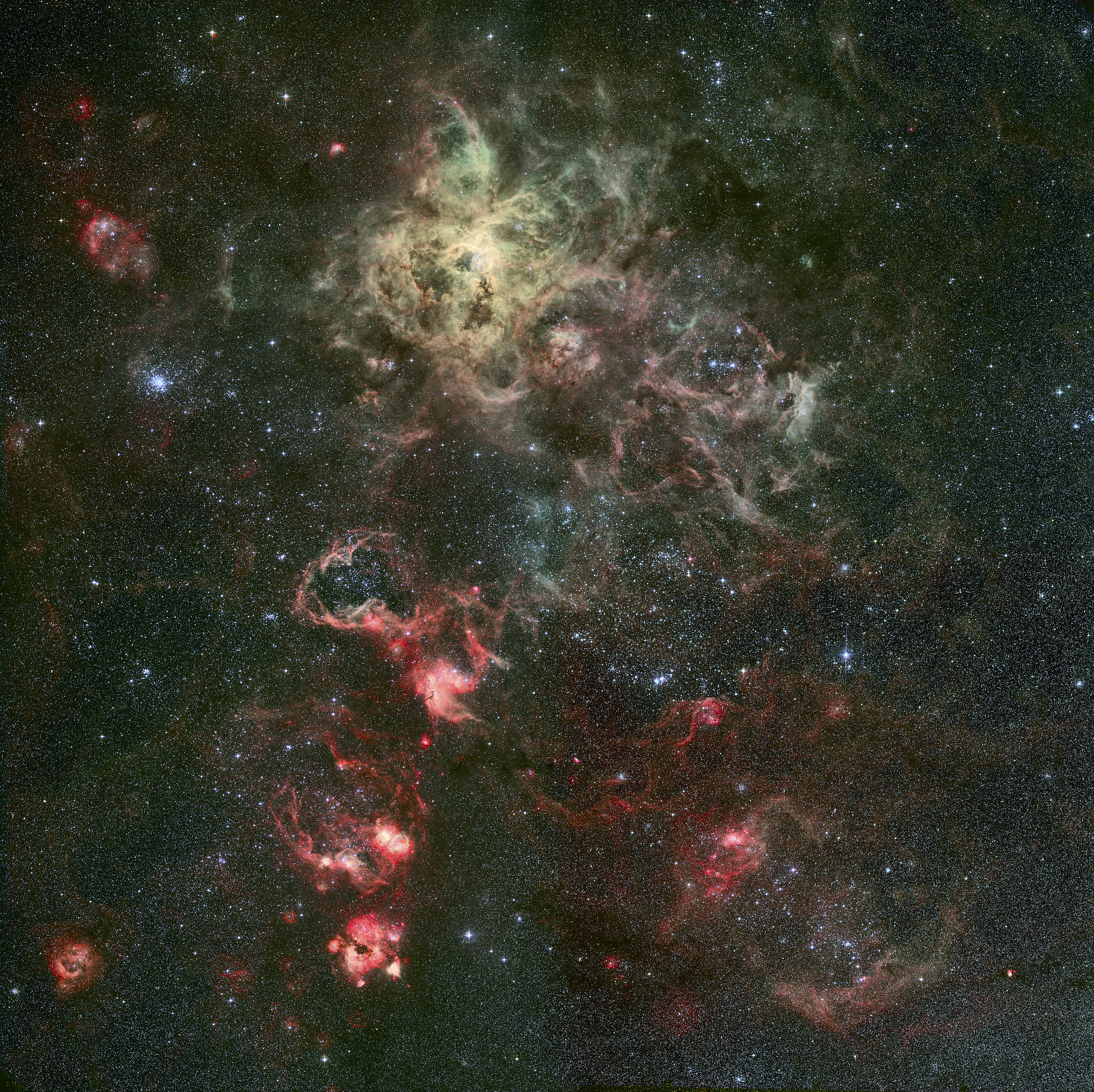
La nébuleuse de la Tarentule et sa banlieue. Cette image provient de l'instrument WFI et du télescope de 2,2 m de l'observatoire de La Silla.
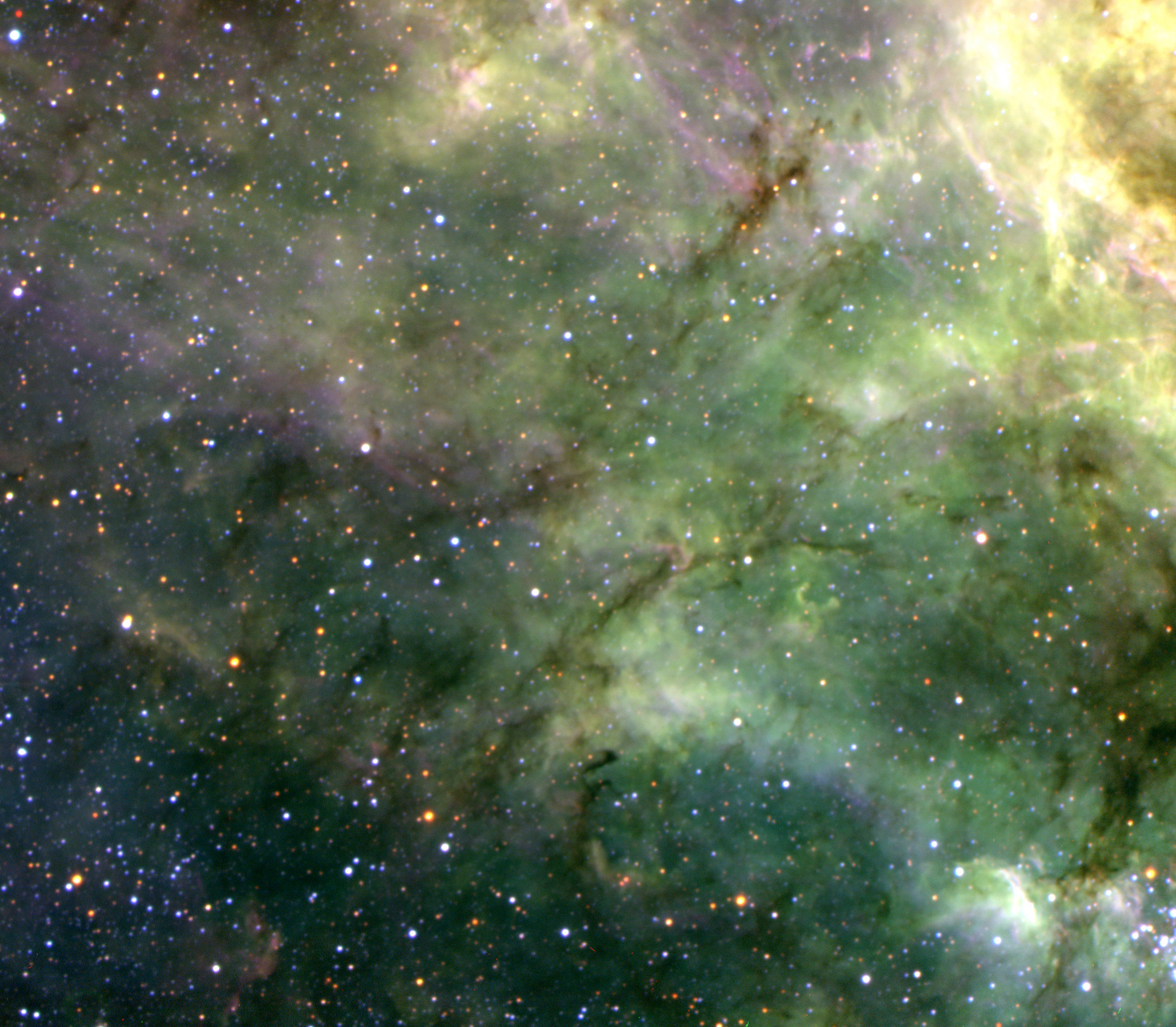
Des filaments de gaz ionisé près de l'amas R136a (Observatoire européen austral.
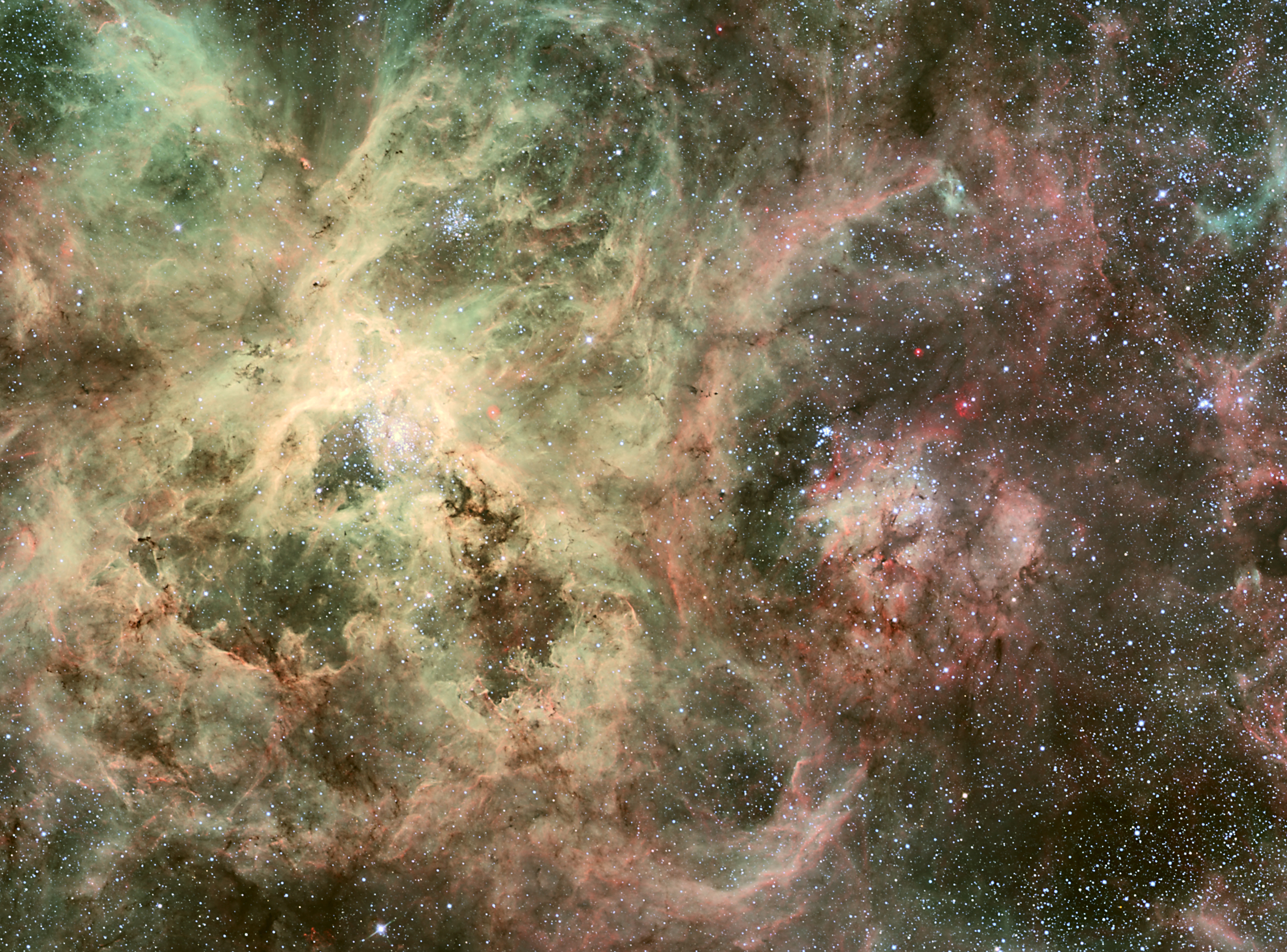
Une étoile solitaire s'éloigne de l'amas au centre de cette image à une vitesse de plus 100 km/s, une vitesse suffisante pour faire l'aller-retour de la Terre à la Lune en deux heures.
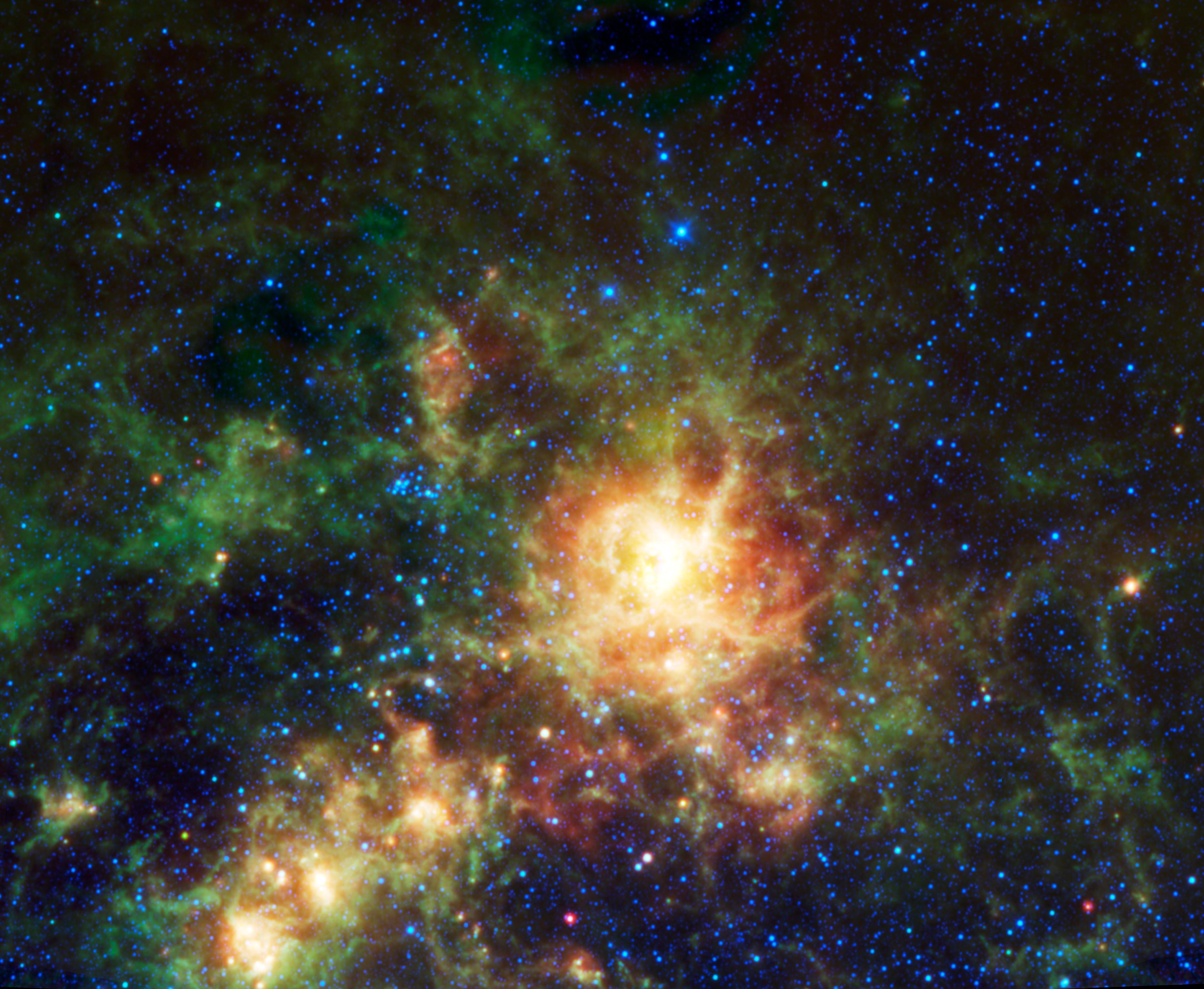
La nébuleuse en infrarouge par le télescope spatial WISE.
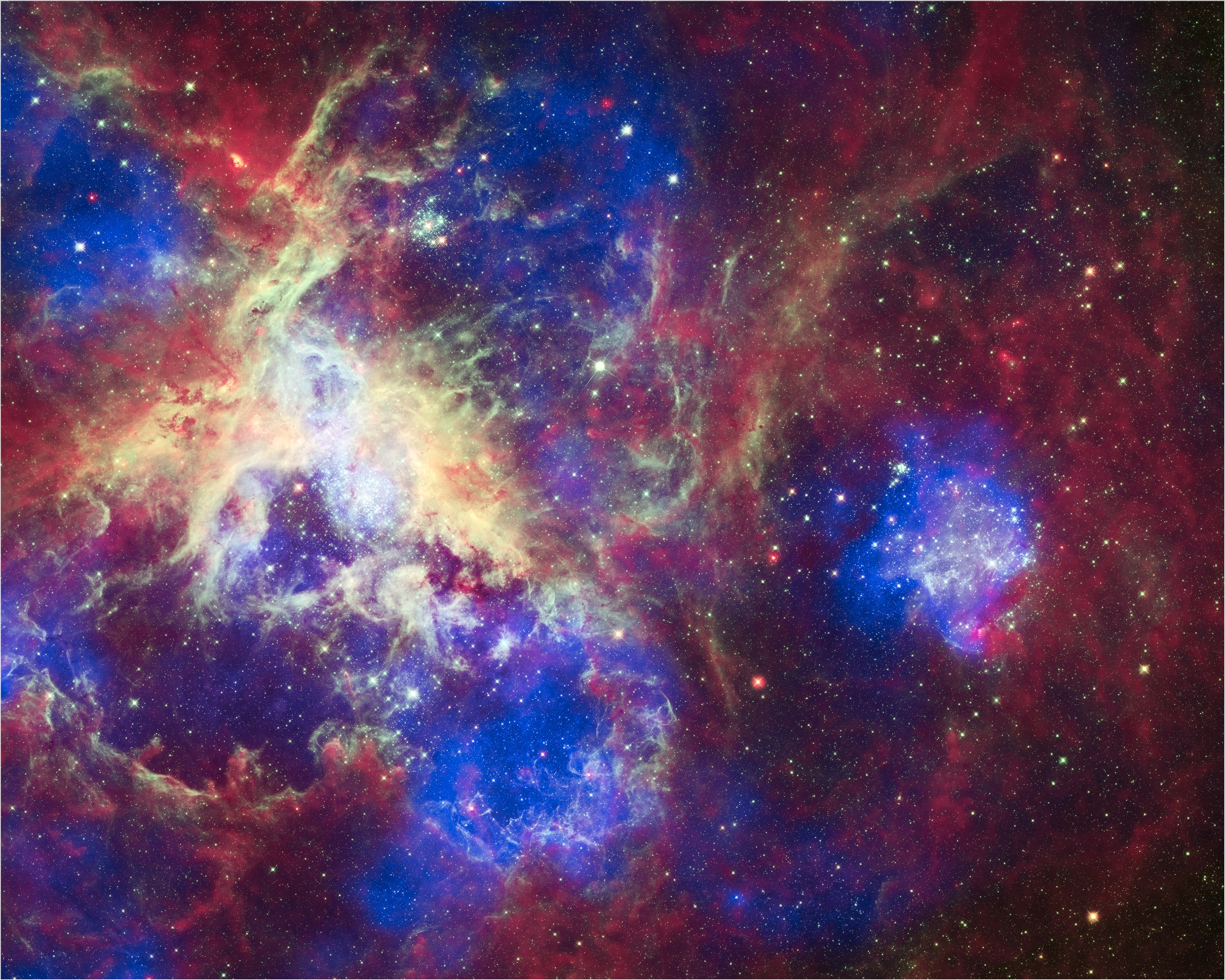
Nébuleuse de la Tarentule par le télescope de la NASA Hubble.